# 水俣病
水俣病（みなまたびょう）は、熊本県水俣湾周辺の化学工場などから海や河川に排出されたメチル水銀化合物（有機水銀）により汚染された海産物を住民が長期にわたり日常的に食べたことで水銀中毒が集団発生した公害病である。
第二次世界大戦後の日本における高度経済成長期の負の側面である四大公害病の一つである。「公害の原点」ともいわれ、工業災害における犠牲者の多さでも知られる。また、水俣病と全く同じ原因そして同じ症状の患者が新潟県阿賀野川下流域で集団発生した（第二水俣病）。有機水銀病とも言われる。
1956年（昭和31年）5月1日、熊本県水俣市の新日本窒素肥料（現・チッソ）水俣工場附属病院長の細川一が水俣保健所に患者の発生を報告し、公式に確認された。1958年（昭和33年）頃から「水俣病」の名称が使われ始め、1968年（昭和43年）9月26日、厚生省は、水俣病の原因物質をチッソ水俣工場の廃液に含まれたメチル水銀化合物であると認定した。
1997年（平成9年）7月29日、熊本県知事が水俣湾の安全宣言を行い、同年10月には湾周辺の仕切り網が撤去され、湾内での漁が再開された。　

## 概要

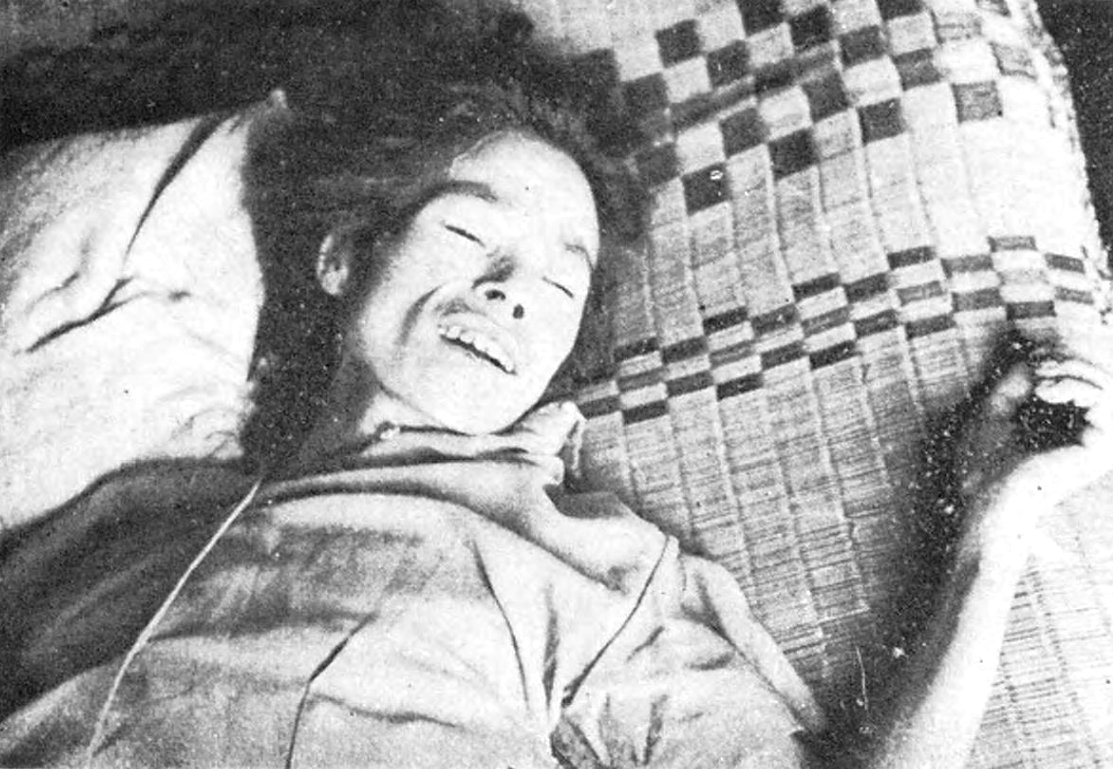
熊本大学医学部公衆衛生学教室は1956年9月から現地調査を開始し、1957年1月に詳細な調査報告書を学会誌に発表した。写真は同調査時の患者の男性。

1931年（昭和6年）、熊本県葦北郡水俣町（現・水俣市）にある日本窒素肥料株式会社（チッソの前身）水俣工場の技術者の橋本彦七らは、炭化カルシウムからアセチレンを作り、これを水銀触媒を使ってアセトアルデヒドに変える一連の合成方法を発明し、特許原簿に登録した。1932年（昭和7年）から同工場で操業開始。アセトアルデヒドを原料とするブタノール、酢酸、酢酸エチル、無水酢酸、酢酸繊維素、酢酸ビニールなどの製品化に成功した。1938年（昭和13年）、橋本は水俣工場長に就任。1941年（昭和16年）、チッソは日本で初めてアセチレンから塩化ビニルへの合成に成功した。橋本は第二次世界大戦後、水俣市長を通算4期務めた。
チッソは、アセチレンの付加反応に金属水銀や昇汞（塩化水銀(II)の別名）を用いており、目的の反応生成物を取り除いた後の工業廃水を水俣湾に排出していた。そのため、これに含まれていたアルキル化水銀が環境中の魚介類の食物連鎖によって生物濃縮し、これらの魚介類が汚染されていると知らずに摂取した八代海沿岸の熊本県および鹿児島県の住民の一部に「メチル水銀中毒症」がみられ、これが水俣病と呼ばれることとなった。環境汚染の食物連鎖で起きた人類史上最初の大規模有機水銀中毒でかつ世界中に知れわたった公害病とされる。
有機水銀は自然界にごく普通に存在し、魚介類で有機水銀を含まないものはない。人間は日常的に魚類から有機水銀を摂取している。日常の食事などからの摂取が一定の範囲内であれば、適切に排出され問題はないが、大量に摂取した場合は排出しきれず蓄積され、激しい中毒症状を引き起こす場合がある。妊婦などには、胎盤を通じて胎児に影響が出ないよう、マグロやカジキといった水銀含有量の多い魚の摂取について注意喚起が行われている。
後年わかるように、水俣病は昭和20年代後半から30年代前半に、触媒の変更によってアルキル化水銀が海中に放出され、環境中でそれを摂取した魚類が適切に排出できずに食物連鎖するうちに蓄積し、さらにそれを食べた人間に有機水銀中毒症状が発生したものである。水俣病はいわば量的問題で起こったものであり、自然界における摂取と排出のバランスの崩壊で発生したものであった。
当初は原因が分からず「奇病」と呼ばれていたが、地名をとって「水俣病」と呼ばれるようになった。原因が解明されたあとは、同様の公害病の呼称にも用いられた。水俣病、第二水俣病（新潟水俣病）、イタイイタイ病、四日市ぜんそくの4つは、四大公害病と呼ばれる。
| 発生源                                                                                         | ヒトへの経路                                                | 集団発生地                          | 確認年 | 呼称                               |
| ---------------------------------------------------------------------------------------------- | ----------------------------------------------------------- | ----------------------------------- | ------ | ---------------------------------- |
| 聖バーソロミュー病院併設医科大学                                                               | メチル水銀製造実験中の曝露 （技術者3名が中毒、うち2名死亡） | ロンドン                            | 1865年 | 聖バーソロミュー病院1865年の症候群 |
| 農薬工場                                                                                       | 作業中の直接曝露 （職業病）                                 | ロンドン郊外                        | 1940年 | ハンター・ラッセル症候群           |
| チッソ水俣工場 （北緯32度12分25.6秒 東経130度23分37.7秒 / 北緯32.207111度 東経130.393806度）   | 工業廃水→食物連鎖 （公害病）                                | 八代海沿岸                          | 1956年 | 熊本水俣病 （水俣病）              |
| 昭和電工鹿瀬工場 （北緯37度41分57.6秒 東経139度28分53.7秒 / 北緯37.699333度 東経139.481583度） | 工業廃水→食物連鎖 （公害病）                                | 阿賀野川流域                        | 1965年 | 新潟水俣病 （第二水俣病）          |
| ドライデン製紙工場                                                                             | 工業廃水→食物連鎖 （公害病）                                | イングリッシュ川 ・ワビグーン川流域 | 1970年 | オンタリオ水俣病 （カナダ水俣病）  |
| 2年続いた旱魃（かんばつ）のため 輸入された種子麦                                               | 非食用の種子麦をパンに 加工して摂取（食中毒）               | イラク北部ほか                      | 1971年 | （邦訳不定）                       |

有機水銀であるメチル水銀への曝露によって中毒となった場合、主に中枢神経系が障害され、「メチル水銀中毒症」が病名となる。ただし、同物質による公害によって引き起こされた、すなわち公害病と認定された場合は特に「水俣病」（英語: Minamata disease）と呼ばれる。公害病では環境に排出されたアルキル化水銀が環境中で食物連鎖されるうちに生物濃縮され、それを経口摂取することで発症するが、妊婦が摂取した場合、胎盤を経由して胎児にも影響し、（先天的に）同様な障害を持つ児が生まれることがある（なお、これはいわゆる遺伝の事例ではない）。この場合は「胎児性水俣病」と呼ばれる。
なお、職業病の場合は「水俣病」とは呼ばない。また、主に腎臓が障害される無機水銀中毒症、あるいは、企図振戦、歯肉炎・口内炎、精神症状が3大主徴の金属水銀中毒症も、病態が異なるため「水俣病」とは呼ばない。ただし、環境中に排出された無機水銀が環境中でメチル化され、生物濃縮をしている例が世界各地で確認されているため、水銀汚染の公害病の議論の中でこれらが水俣病とともに語られることがある。

## 年表

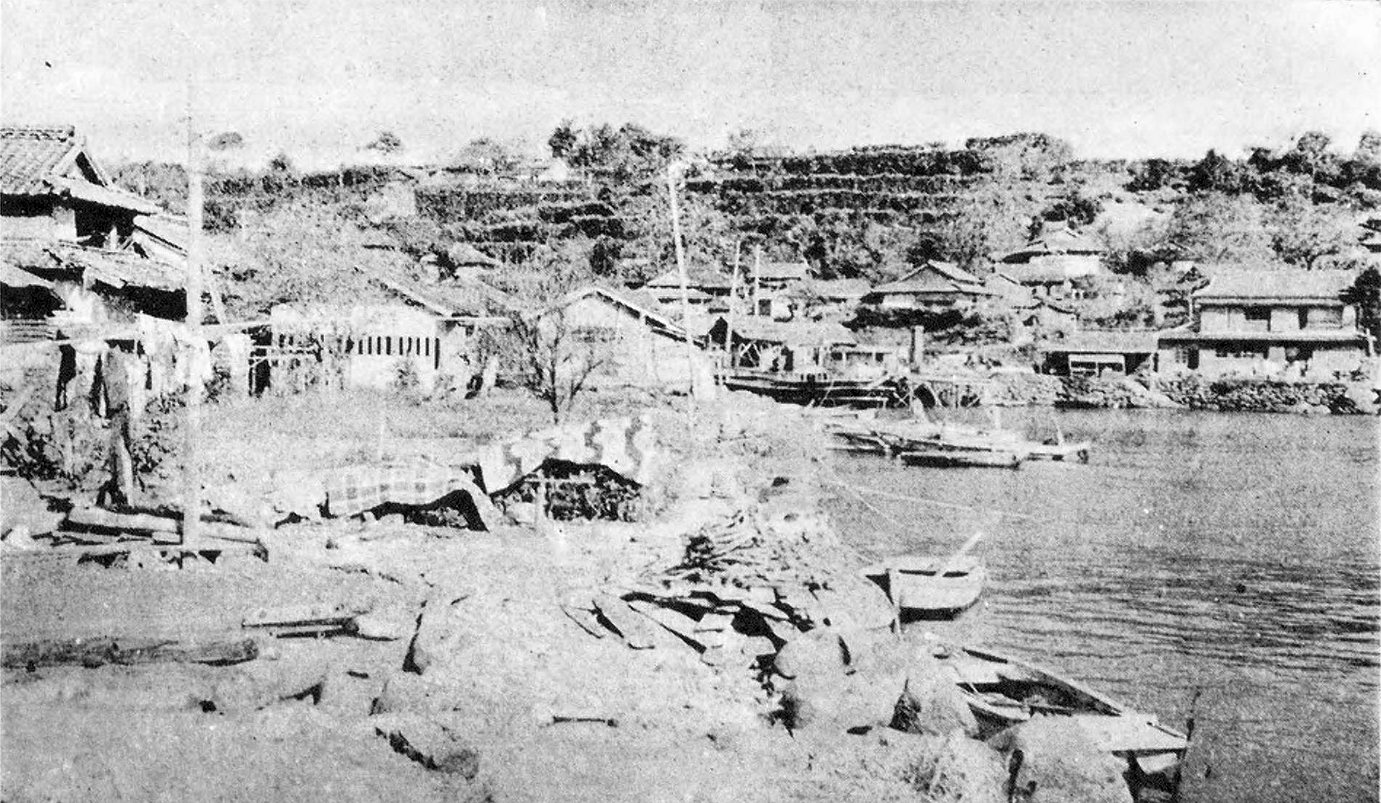
1950年代半ば、熊本大学医学部の調査により、水俣市の中でも明神、月の浦、出月、湯堂の4集落で水俣病の患者が多発していることが判明した。写真は湯堂の漁村。

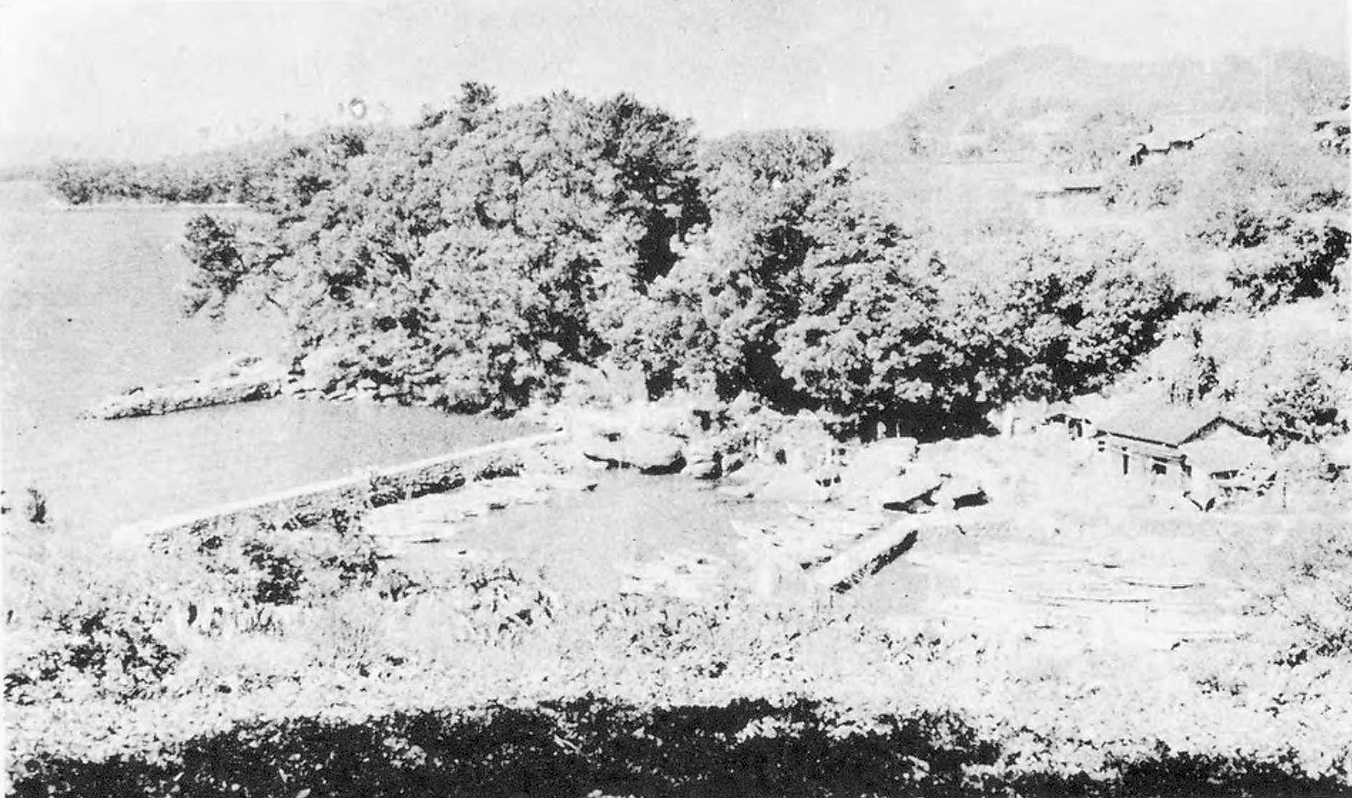
同上。写真は月の浦の集落。

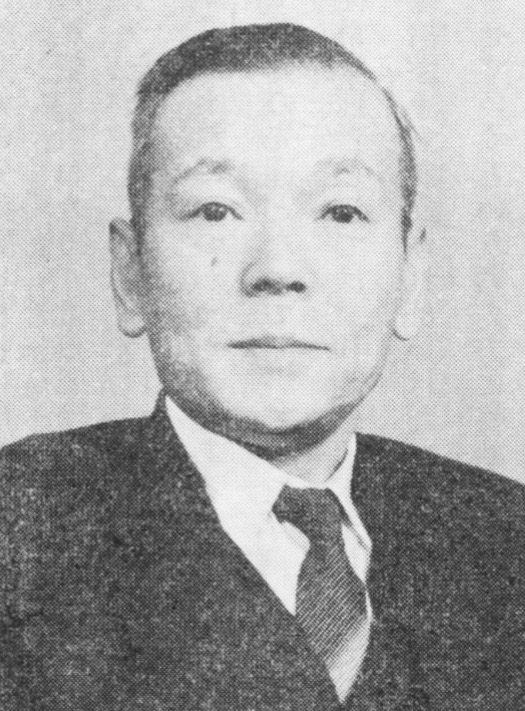
1958年から1964年まで新日本窒素肥料（現・チッソ）社長を務めた吉岡喜一

- 1932年：日本窒素肥料（現・チッソ）水俣工場で、水銀触媒によるアセトアルデヒド製造の操業開始[16][17]。
- 1945年：日本窒素肥料がアセトアルデヒド、酢酸工場の排水を無処理で水俣湾へ排出。
- 1949年頃：水俣湾でタイ、エビ、イワシ、タコなどが獲れなくなる。
- 1950年：日本窒素肥料は、新日本窒素肥料（新日窒）として再発足。
- 1952年：熊本県水俣で最も早期の認定胎児性患者が出生。ただし認定は20年後。
- 1953年：熊本県水俣湾で魚が浮上し、ネコの狂死が相次ぐ。以後、急増。
- 1954年
  - 8月1日：『熊本日日新聞』が「ネコ100余匹が次々と狂い死にした」と報道。これが水俣病の初報とされる[25][26]。
  - 熊本県水俣でのちに水俣病と認定された患者が12人発生。ほかに5人死亡。
- 1956年
  - 5歳11か月の女児が新日窒水俣工場付属病院小児科に入院。この年、50人が発病し11人が死亡。
  - 5月1日：水俣保健所が「原因不明の奇病発生」として水俣病を公表。のちに水俣病の「公式確認」となる[6]。
- 1957年
  - 1月25日：熊本大学医学部公衆衛生学教室（主任：喜田村正次）は前年9月から開始した現地調査の報告書を『熊本医学会雑誌』に発表した[15]。
  - 水俣保健所の実験で、水俣湾内で獲れた魚介類を与えたネコに奇病発生。
- 1958年
  - 新日本窒素肥料社長に吉岡喜一が就任[27]。
  - 9月25日：新日窒水俣工場は、アセトアルデヒド酢酸製造設備の排水経路を、水俣湾百間港から八代海に面した水俣川河口の八幡プールへ変更[28]。
  - 熊本大学の喜田村正次教授が水俣湾周辺で心身に異常を持つ乳児が次々に生まれているとの報告を行った。
- 1959年
  - 7月22日：熊本大学水俣病研究班が「水俣病の原因は有機水銀であることがほぼ確定的になった」と発表[29][30]。
  - 9月28日：日本化学工業協会の専務理事の大島竹治が「爆薬説」を発表[31][32][33]。
  - 11月2日：不知火海沿岸漁民総決起大会と水俣市内デモ行進。それに続く工場への乱入と警官隊との衝突により、100余名の負傷者が出る[34][35]。
  - 12月30日：水俣病患者と家族でつくる「水俣病患者家庭互助会」と新日本窒素肥料が「見舞金契約」を結んだ[36]。この契約はのちに水俣病第1次訴訟判決（1973年3月20日）で「公序良俗に反する」として無効とされた[37]。
- 1960年
  - 1月：政府が経済企画庁、通商産業省、厚生省、水産庁からなる「水俣病総合調査研究連絡協議会」を設置[31]。
  - 1月：泥・廃水プールでの廃水処理（排泥にメチル水銀を吸着させて除去）が開始[38][注 2]。
  - 4月8日：日本化学工業協会が塩化ビニール酢酸特別委員会の付属機関として、日本医学会会長の田宮猛雄を委員長とするいわゆる「田宮委員会」（水俣病研究懇談会）を設置[40][41]。
  - 4月12日：東京工業大学教授の清浦雷作が「有機アミン説」を発表[42]。
  - 8月、精留塔ドレーン（廃液）のリサイクル（循環方式）の実施[注 3]。
- 1961年
  - 3月：水俣市で女児（3歳）死亡。病理解剖で胎児性水俣病と確認。
  - 4月：東邦大学教授の戸木田菊次が「腐敗アミン説」を発表[6]。
  - 5月：熊本大学の神経精神科教室（立津政順教授）においても数人の若手医師の院生を水俣に派遣して水俣病の臨床疫学的調査に着手。
- 1962年
  - 熊本大学の神経精神科教室（立津政順教授）が水俣で多発した、乳児の脳性マヒ様の症状の調査にも着手。
  - 8月：熊本大学教授の入鹿山且朗が「新日窒水俣工場のアセトアルデヒド工程の反応管から採取した水銀スラッジから、塩化メチル水銀を抽出した」と論文で発表[45]。
  - 11月29日：水俣病審査会が脳性小児マヒ患者16人を胎児性水俣病と認定[14]。
- 1963年
  - 2月16日：入鹿山且朗は、熊本大学研究班の第2回班会議で「新日窒水俣工場アセトアルデヒド酢酸設備内の水銀スラッジから有機水銀塩を検出した」と発表[46][47]。
  - 2月20日：熊本大学研究班は入鹿山の研究発表をもとに、「水俣病の原因物質はメチル水銀化合物である」「メチル水銀化合物は水俣湾内の貝および新日窒水俣工場の酢酸スラッジ（泥）からも抽出された」と正式に発表[48]。
- 1964年
  - 1月：東京大学医学部教授の白木博次が、入鹿山らの研究結果を論拠に、水俣病の原因がメチル水銀であることを確定する論文を発表。これが1968年9月の厚生省による水俣病とメチル水銀化合物との因果関係の公式認定につながることとなった。
- 1965年
  - 1月1日：新日本窒素肥料が社名を「チッソ株式会社」に改称。
  - 5月31日：新潟大学の椿忠雄と植木幸明が「原因不明の水銀中毒患者が阿賀野川下流沿岸部落に散発」と新潟県庁に報告。これが「新潟水俣病（第二水俣病）」発生の公式確認とされる[49][50]。
- 1968年
  - 5月18日：チッソ水俣工場はアセトアルデヒドの製造を停止[14]。
  - 9月26日：厚生省は水俣病を公害病であると認定。「熊本における水俣病は、新日本窒素肥料水俣工場のアセトアルデヒド製造工程で副生されたメチル水銀化合物が原因である」と発表[10][11]。
- 1971年
  - 9月29日：新潟水俣病第1次訴訟で新潟地方裁判所が原告勝訴の判決を下した。企業の過失責任を前提とする損害賠償を認めた画期的な判決となった[41][51]。
- 1972年
  - 6月：スウェーデンの首都ストックホルムで国際連合人間環境会議が開催。医師の原田正純、環境学者の宇井純、水俣病患者の濱元二徳、坂本フジエ、坂本しのぶらが出席[52][53]。
  - 同月：写真家のユージン・スミスが妻との連名で『ライフ』に「入浴する智子と母」などを含むフォトエッセイを寄稿。実態を世界に告発[54]。
- 1974年4月：患者の支援や水俣病に関する資料・記憶の伝承に取り組む水俣病センター相思社が発足[55]。
- 1997年
  - 7月29日：熊本県知事の福島譲二が水俣湾の安全宣言を行った[14]。
  - 10月15日：水俣市漁業協同組合（漁協）が24年ぶりに水俣湾での操業を再開[14]。
- 2010年
  - 10月10日：水銀および水銀を使用した製品の製造と輸出入を規制する「水銀に関する水俣条約」が採択される。92か国（EU含む）が署名[56]。
- 2024年
  - 3月22日：水俣病被害者救済法で救済されなかったのは不当だとして、水俣病の被害を訴えている熊本・鹿児島両県在住の原告144人が損害賠償を求めている訴訟で、熊本地方裁判所（品川英基裁判長）は原告全員の請求を棄却した[57]。

## 原因物質の特定
原因物質は容易に確定されなかった。1958年7月時点では、熊本大学医学部研究班は原因物質としてマンガン、セレン、タリウム等を疑っていた。当時、水銀は疑われておらず、また前処理段階の加熱で蒸発しており検出は不可能であった。しかも有機水銀を正確に分析し物質中の含有量を測定する技術は存在していなかった。
しかし翌1959年7月22日、熊本大学水俣病研究班は、武内忠男や徳臣晴比古らの研究に基づいて、「水俣病の原因は有機水銀であることがほぼ確定的になった」という発表を行った。これは、排水口周辺の海底に堆積するヘドロや魚介類、患者の体内から水銀が検出されたことによる。
同年10月、後に水俣病発見者となる、新日本窒素肥料水俣工場附属病院長で院長を務めていた細川一は、院内でネコを使った動物実験を行ない、アセトアルデヒド酢酸製造工場の排水を混ぜた餌を与えたネコが水俣病を発症していることを確認し、工場責任者に報告している（この時点ではメチル水銀の抽出までには至っていない）。しかしチッソは、実験を中止して結果を公表しないよう細川に命じた。細川が使った「ネコ実験の小屋」は相思社が譲り受け、「水俣病歴史考証館」で展示されている。
1962年8月11日、当時は東京大学工学部大学院生であった宇井純は、写真家の桑原史成とともに水俣工場附属病院の医師小嶋照和を訪ねた際、ネコを使った実験に関するノートを発見。桑原は小嶋が中座した隙に接写レンズでノートを撮影。1963年3月、宇井は、現代技術史研究会『技術史研究』に富田八郎（とんだやろう）のペンネームで「水俣病」の連載を開始。連載は1967年8月の第38号まで13回にわたり、水俣病とチッソの関係が多くの論文、データとともに明かされた。
公式見解としてメチル水銀化合物 と断定したのは、1968年9月26日であった。これは水銀中毒であることは確かだが、当時、数ある有機水銀のうちのメチル水銀が原因であるという確証が得られなかったことに起因する。この物質がメチル水銀であったことはすぐに判明したものの、初期の曖昧な内容が東大医学部などの反論を招いた。そしてそれに対する再反論作成の必要に迫られるなどして、原因特定の遅れを招くことになったためである。
なお当時の文献や、それを引用した文献では、原因物質は単に「有機水銀」と表記されていることがある。

## 臨床所見
水俣病はメチル水銀による中毒性中枢神経疾患であり、その主要な症状としては、四肢末梢神経の感覚障害、運動失調、求心性視野狭窄、聴力障害、平衡機能障害、言語障害、振戦（手足の震え）などがある。患者には重症例から軽症例まで多様な形態が見られ、症状が重篤なときは、狂騒状態から意識不明をきたしたり、さらには死亡したりする場合もある。一方、比較的軽症の場合には、頭痛、疲労感、味覚・嗅覚の異常、耳鳴りなども見られる。
メチル水銀で汚染されていた時期にその海域・流域で捕獲された魚介類をある程度の頻度で摂食していた場合は、上記症状があればメチル水銀の影響の可能性が考えられる。典型的な水俣病の重症例では、まず口のまわりや手足がしびれ、やがて言語障害、歩行障害、求心性視野狭窄、難聴などの症状が現れ、それが徐々に悪化して歩行困難などに至ることが多い。これらは、メチル水銀により脳・神経細胞が破壊された結果であるが、血管、臓器、その他組織等にも作用してその機能に影響を及ぼす可能性も指摘されている。また、胎盤を通じて胎児の段階でメチル水銀に侵された胎児性水俣病も存在する。
上記のうち、いくつかの症状が同時に現れるものもあるが、軽度の場合には、臨床症状だけでほかの病気と識別診断するのは一般に困難である。このような症状の程度は、一般にメチル水銀の曝露量に依存すると考えられるが、メチル水銀は既に体内に残留していないため、過去に遡って曝露量を推定することは困難である。発症後急激に症状が悪化し、激しい痙攣や神経症状を呈した末に死亡する劇症型は、高濃度汚染時期に大量のメチル水銀を摂取し続けたものにみられる。この臨床症状は典型的なメチル水銀中毒であるハンター・ラッセル症候群（有機水銀を使用する労働者に見られた有機水銀中毒症）とよく一致し、これが水俣病原因物質究明の決め手となった。劇症型には至らないレベルのメチル水銀に一定期間曝露した場合には、軽度の水俣病や、慢性型の水俣病を発症する可能性がある。
一方、長らくの間、ハンター・ラッセル症候群という水俣病患者のうち最も重篤な患者、いわば「頂点」に水俣病像を限定してしまい、その「中腹」「すそ野」である慢性型や軽症例を見逃す結果を招いてしまったとの批判がある。人体では、メチル水銀自体は比較的排泄されやすい化学物質の一つであるが、中枢神経系などに入り込みやすく、胎盤を通過しやすいという化学的な性質を有しており、その毒性作用は神経細胞に生じた障害によるものである。いったん生じた脳・神経細胞の障害の多くは不可逆的であり、完全な回復は今のところ望めないが、リハビリテーションによりある程度症状が回復した例は多数存在する。一方で、若いころに健康であった者が、加齢に伴う体力低下などにより水俣病が顕在化する場合も考えられる。
重症例はもちろん、軽症であっても、感覚障害のため日常生活に様々な支障が出てしまう。たとえば、細かい作業ができず、あるいは作業のスピードが落ちる。けがをしても気づかず、傷口が広がったり菌が侵入したりする原因となる。こうしたことから、「危なくて雇えない」などと言われ、職を失ったとする証言は判決文や出版物中に複数存在する。水俣病公式発見前後、劇症型の激しい症状は、「奇病」「伝染病」などといった差別の対象となった。こうした差別のため、劇症型以外の患者が名乗り出にくい雰囲気が生まれ、熊本大学研究班に送られてくる症例は劇症患者ないしそれに近いものだけとなり、ますます水俣病像＝ハンター・ラッセル症候群という固定観念が強くなってしまった。

## 水俣病の発見

### 原因究明への動き

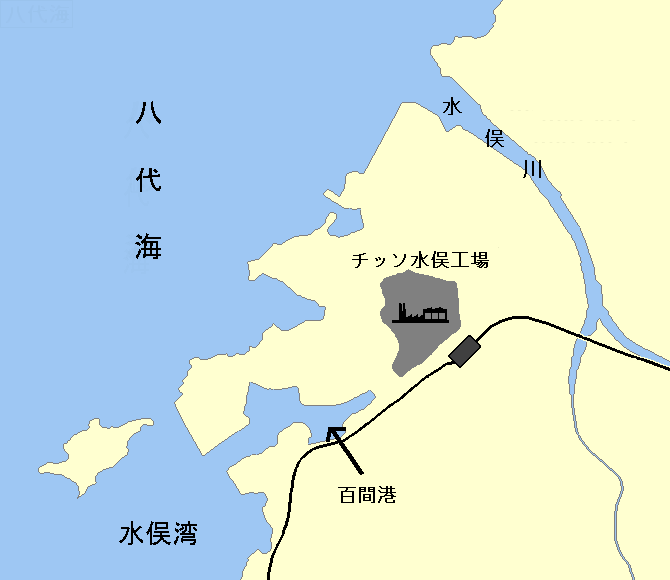
水俣湾とチッソ水俣工場の位置関係。1932年から1958年まで、水俣工場から排水路を経由して百間港に廃水が流された。その後は、1968年5月に水俣工場でのアセトアルデヒド生産が停止されるまで、排出先が水俣川河口に変更された。

日本で水俣病とされる病気が集団発生した例は過去に2回ある。そのうちの一つは、新日本窒素肥料（現在のチッソ）水俣工場が、アセトアルデヒドの生産に触媒として使用した無機水銀（硫酸水銀）から発生したとするメチル水銀である。アセトアルデヒドは、アセチレンを希硫酸溶液に吹き込み、触媒下で水と反応させることにより生産される。工場は触媒の反応過程で副生された水銀化合物を排水とし、特に1950年代から60年代にかけて水俣湾（八代海）に廃棄した。それが環境中で魚に生体濃縮が起こってメチル水銀が蓄積された、これを日常的に多量に摂取した沿岸部住民などへの被害が発生した。
1960年には新潟県阿賀野川流域でも同様の患者の発生が確認され、新潟水俣病と呼ばれる。これは、阿賀野川上流の昭和電工鹿瀬工場が廃棄した無機水銀による。
メチル水銀中毒が世界で初めて報告されたのは1940年のイギリスである。このときはアルキル水銀の農薬工場における、従業員の中毒例であった。ハンターとラッセルによって、運動失調、構音障害、求心性視野狭窄がメチル水銀中毒の3つの主要な臨床症状とされたため、これをハンター・ラッセル症候群と呼ぶ。
1959年7月に有機水銀説が熊本大学や厚生省食品衛生調査会から出されると、チッソは「工場で使用しているのは無機水銀であり、有機水銀と工場は無関係」と主張し、さらに化学工業界を巻き込んで有機水銀説に異を唱えた。これは当時は、無機水銀から有機水銀が発生する機序（メカニズム）が理論的に解明されていなかったことによる。しかし、排水と水俣病との因果関係が証明されない限り工場に責任はないとする考え方は、被害の拡散を防ぐための有効な手段をほとんど打てずに経年していくという重大な問題を抱えることになり、結果として大量の被害者を生みだし、地域社会はもとより補償の増大などで企業側にとっても重篤な損害を生むもとになった。
原因の特定が困難となった要因の一つとして、チッソ水俣工場と同じ製法でアセトアルデヒドを製造していた工場が当時国内に7か所、海外に20か所以上あり、水銀を未処理で排出していた場所もほかに存在したにもかかわらず、これほどの被害を引き起こしたのは水俣のみであり、かつ終戦後になってからという事実がある。この事実が化学工業界の有機水銀起源説の反証として利用されて研究が進まず、発生メカニズムの特定をとことんまで遅らせることとなった。
チッソ水俣工場では、第二次世界大戦前からアセトアルデヒドの生産を行っていたにもかかわらず、なぜ1950年過ぎから有機水銀中毒が大量発生したようにみえるのかは、長期にわたってその原因が不明とされてきた。現在でも決定的な理論はまだ出現していない。しかし、生産量の増大ならびにチッソが1951年に行った生産方法の一部（助触媒）の変更により廃液中に含まれる水銀触媒のアルキル化生成物の量が増大したことが患者の大量発生になんらかの形で関係したと考えられている。
この生産方法の変更は、白石宗城社長時代に行われた（1951年～58年在任）。白石は日本統治時代の朝鮮にあった朝鮮チッソの幹部を経て戦前以来長く役員を務める。在任中に初の水俣病公式認定患者が出る。
生産工程の変更は、アセトアルデヒド合成反応器内の硫酸水銀触媒の活性維持のために助触媒としてそれまで使用していた二酸化マンガンをより安価な硫化第二鉄に変更（近年の研究で二酸化マンガンが有機水銀の中間体の生成を抑えることが明らかになりつつある）したことにより、アルキル化水銀を多く発生させることとなり、それが含まれたまま工場排水として流された可能性がある。
また、チッソ水俣工場がアセトアルデヒド生産を開始したのは1932年からで、年間生産量は1954年までは209〜9,159トンであったが、1950年代中ごろから増産が続き、1956年には前年度の約1.5倍の15,919トンとなり、1960年には45,244トンで最高となった。また、当時の生産設備は老朽化が進んでいたが、経費削減で更新を怠ったため、廃液の流出が年々加速度的に増えつつあったことが当時の薬剤購入量から示されている。このように、この時期の生産量の急激な増大や、老朽設備運転による廃液量の増加に代表される利益至上主義による化学プラントプロセス管理の無視、助触媒の変更などが組み合わさった結果、最終的には水俣病の発生につながったと考えられている。最近の研究によると、工場から海域へ廃棄されたメチル水銀の量は0.6〜6トンに達したと推定がある。また化学工業界が反証として利用していた事実、すなわち、自然の海域には無機水銀をメチル水銀に変換する天然の細菌が存在するが、それらが生成するメチル水銀については定説がなく、熊本県は微量と主張している。
このように、「水俣病発生当時、工場はメチル水銀を流していたか」「自然の海域で無機水銀から生成した有機水銀が水俣病の原因となった」などの主張には科学的には決定的な根拠はなかった。当時世界中で採用されていたアセチレン法アセトアルデヒド工法では「経験的」に効率よい水銀の安定回収ができる工法と考えられており、理論的に有機水銀の中間体ができるかどうかについても知見はなかった。

### 発見に関わる経過
水俣病らしき症例が見られたとされるのは1942年頃からである。1952年頃には水俣湾周辺の漁村地区を中心に、猫・カラスなどの不審死が多数発生し、同時に特異な神経症状を呈して死亡する住民がみられるようになった。この頃は「猫踊り病」と呼ばれていた。
1954年8月1日、『熊本日日新聞』が「猫てんかんで全滅／水俣市茂道部落／ねずみの激増に悲鳴」と社会面3段で報じた。約120戸の漁村で、猫100余匹が次々と「気が狂つたようにキリキリ舞して」ほとんど全滅。ネズミの急増に手を焼いた住民が市役所に駆除を依頼し、居合わせた『熊本日日新聞』の記者が記事にしたというものだった。これが水俣病の初報とされる。
当初、患者の多くは漁師の家庭から出た。水俣近海産の魚介類の市場価値は失われ、水俣の漁民たちは貧困に陥るとともに、食糧を魚介類によらざるをえなかったため、被害が拡大されていくことになった。原因が分からなかったため、当初は「奇病」などと呼ばれていた。水俣病患者と水俣出身者への差別も起こった。そのことが現在も差別や風評被害につながっている。
水俣市では新日本窒素肥料に勤務する労働者も多いことから、漁民たちへの誹謗中傷が行われたり、新日本窒素肥料への批判を行う者を差別したりすることも多かった。水俣市はチッソによって発展した、いわゆる企業城下町である。当時も住民の約7割がチッソと何らかの関係を持っていたとされる。
水俣病患者ではっきりとした最古の症例とされるのは、1953年当時5歳11か月だった女児が発症した例である。この女児は1953年12月頃から、様々な症状（よだれ・嘔吐・歩行障害・言語障害・痙攣）を発するようになった。女児は1956年3月15日に死亡し、のちに「水俣病公式認定患者第1号」に認定された。しかし、國學院大學法学部の廣瀬美佳教授は、確認できる範囲でも1941年頃には既にいたと考えられているとする。
患者発生が顕在化したのは1956年に入ってからである。新日本窒素肥料水俣工場附属病院長の細川一は、新奇な疾患が多発していることに気付き、1956年5月1日、「原因不明の中枢神経疾患」として5例の患者を水俣保健所に報告した。この日が水俣病公式発見の日とされる。同年頃から水俣周辺では脳性麻痺の子どもの発生率が上昇した。
患者公式認定にいたる前から漁獲高の激減による漁民の度重なる訴えや小動物の相次ぐ異変も続出していたが、当時の白石宗城社長は不作為に終始した。
1957年、熊本大学は熊本県に対し「水俣病の原因は重金属、水俣湾内の魚が危険」と報告、熊本県は厚生省に食品衛生法の適用を促したが、国は熊本県に対して「水俣湾内すべての魚が有毒化しているという明白な根拠はないため食品衛生法の適用は出来ない」と回答。
1958年、新日本窒素肥料の新社長に吉岡喜一が就任。同年9月25日、新日窒水俣工場は、アセトアルデヒド酢酸製造設備の排水経路を、水俣湾百間港から希釈効果を期待してより広い八代海（不知火海）に面した水俣川河口の八幡プールへ変更した。しかし、1959年3月から水俣病患者は、水俣湾周辺に留まらず、水俣川河口付近および隣接する津奈木町や海流の下流部にあたる鹿児島県出水市と八代海沿岸全体に拡大していった。このことによってアセトアルデヒド酢酸設備排水が水俣病を引き起こすことは明らかになった。多くの水俣病関係者はこれを「人体実験」であるとみなした。
1959年7月22日、熊本大学水俣病研究班は、武内忠男や徳臣晴比古らの研究に基づいて、「水俣病の原因は有機水銀であることがほぼ確定的になった」という発表を行った。水俣病の原因が新日本窒素肥料水俣工場から排出された水銀である疑いが濃くなった。
同年8月24日、東京工業大学教授の清浦雷作は水俣を訪れ、5日間現地を調査。8月29日、水俣市役所で記者会見し「水俣港防波堤の外側海水は、日本にある他の化学工場所在地の海水とほぼ同程度で正常だ」と述べ、水俣病は工場廃液とは関係がないと発表した。
新日本窒素肥料の吉岡喜一社長は、反論工作を日本化学工業協会専務理事の大島竹治に依頼。同年9月28日、大島は、太平洋戦争が終わって海中に投棄された旧日本軍の爆弾が腐食し、中身が溶け出したとする「爆薬説」を発表した。10月7日には、吉岡自身が水俣工場長の西田栄一とともに県庁を訪ね、寺本広作知事、熊本県議会議長の岩尾豊と同副議長の堀川光記、水俣病対策特別委員長の田中典次と会談。有機水銀説が納得できない5つの理由を挙げ、大島の「爆薬説」を披露した。
同年10月6日、新日窒附属病院の細川一院長は、院内ネコ実験により、アセトアルデヒド酢酸製造工場排水を餌に直接かけて与えた猫が3か月で痙攣発作を起こしたことを確認し、工場責任者に報告した（猫400号実験）。しかし、工場の責任者は実験結果を公表することを禁じた。実験結果が公になったのは1970年7月の水俣病訴訟の細川博士の臨床尋問によってであった。
同年10月23日、厚生省食品衛生調査会「水俣食中毒特別部会」の鰐淵健之委員長は、海中投棄の事実そのものがなかったという調査結果を報告。大島の「爆薬説」を根拠のないものだとして否定し、「社会をまどわす人道上の問題だ」と激しく非難した。それでも爆薬説は否定されるまでの間はチッソ側にとって一定の役割を果たした。
同年10月、アセトアルデヒド酢酸設備排水が原因であることを知った通産省は、新日窒に対しアセトアルデヒド製造そのものの禁止はせずに、アセトアルデヒド製造工程排水の「水俣川河口への放出」のみを禁止した。新日窒は通産省の指示に従い、排水経路を水俣川河口から水俣湾百間港に戻し、その後「閉鎖循環方式」（有機水銀が排出されない方式）に転換した（アセドアルデヒドの製造停止は1968年）。
同年11月11日、清浦は「有機アミン説」を通産省に報告。
同年11月12日、食品衛生委員会常任委員会は、「水俣食中毒特別部会」の中間報告に基づいて、渡邊良夫厚生大臣に「水俣病の原因は有機水銀化合物である」と答申。翌13日、渡邊が閣議で紹介すると、池田勇人通産大臣は「チッソ社が原因だとするのは尚早だ」と反論し、結局、閣議了解事項とならず、通産省に押し切られた厚生省は同日、「水俣食中毒特別部会」を解散させるに至った。水俣病の有機水銀原因説に対して、新日本窒素肥料や日本化学工業協会などは強硬に反論している。
同年11月29日、NHKがドキュメンタリー番組『奇病のかげに』を放送する。その患者映像は多くの人に衝撃を与えた。法政大学社会学部の小林直毅教授は、ともすれば地域的な問題として先行メディアである新聞の全国紙等が取り上げなかった水俣病問題を、こういったテレビ番組が映像の訴求力を用いて広く公共一般の問題としてとらえ直すことを果たしたとし、水俣病問題こそがテレビが初めて自前で取り上げた社会問題であり、新聞等の先行メディアと異なるテレビ報道としての独自の役割をテレビメディア関係者自身に自覚させる役割を果たしたとしている。
同年12月25日、水俣工場は、汚水処理装置「サイクレーター」を完成。公開の式典でチッソの社長は、この装置から出る排水をコップについて飲んで見せ、新聞社はそれを記事にした。会社は工場排水による汚染の問題はなくなったと宣伝したが、のちに「サイクレーター」は水の汚濁を低下させるだけで、排水に溶けているメチル水銀の除去には全く効果がないことが明らかにされた。有機水銀を副生していた酢酸アセトアルデヒド工程の排水はここを通らずに直接海に流され続けていた。このとき社長が飲んだ水はただの水道水であったとされる。
実はこの年の10月末には、県は対策として、排水ストップ、漁獲禁止、海の浄化、26億円の賠償策を検討していた。ところが、同年12月末までには賠償以外の案はつぶされ、発生を実質的に止める策は取られなかった。
同年12月30日、新日本窒素肥料は水俣病患者と家族でつくる「水俣病患者家庭互助会」と見舞金契約を結んだ。少額の見舞金を支払ったが、会社は汚染や被害についての責任は認めず、将来水俣病の原因が工場排水であることがわかっても新たな補償要求は行わないものとされた。また、この年、新日本窒素肥料は、排水停止を求めていた漁業組合とも漁業補償協定を締結した。これらは漁民や患者らが、魚がとれない、家族が病気となる等の追い込まれた結果、熊本県知事が患者や漁民とチッソとの間に入る形で結ばれたものだった。
これらの一連の動きは、少なくとも当時、社会的には問題の沈静化をもたらし、水俣病は終結したとの印象が生まれた。その結果、マスコミの水俣病報道にも重大な空白をもたらした。実際には、それまで水俣湾周辺に限られていた患者の発生も、1959年初め頃から地理的な広がりを見せており、その一方、声を上げることのできない患者たちの困窮はさらに深まっていった。
1960年、チッソは廃水処理の改善を実施し、泥に廃水を通してメチル水銀を吸着除去する施策（泥・廃水プール）や、蒸留塔ドレーンの循環を開始した。
1960年1月、政府は経済企画庁、通産省、厚生省、水産庁からなる「水俣病総合調査研究連絡協議会」を設置。同年2月26日に第1回会合を開いた。協議会には学識経験者として、熊本大学研究班の内田槇男と喜田村正次、東京水産大学の宇田道隆、東京大学の松江吉行、東京工業大学の清浦雷作らが参加した。
同年4月8日、新日本窒素肥料からの支援を受けて、日本化学工業協会は「水俣病研究懇談会」を設置した。同懇談会は、日本医学会会長の田宮猛雄が委員長を務めたことから通称「田宮委員会」と呼ばれ、小林芳人、沖中重雄、勝沼晴雄、清浦雷作、戸木田菊次らが参加した。田宮委員会の研究者たちは有機水銀説に反論し、他に原因があると主張した。
同年4月12日、「水俣病総合調査研究連絡協議会」の第2回会合が開かれ、熊本大学の内田槇男から「有機水銀説」が報告されるが、これに対し清浦が反論。「水俣病の原因は水銀ではなく、アミン系の毒物である」と述べ、貝によるアミン中毒説を発表した。同協議会は清浦の発表のほか何の成果も出すことなく、翌年に消滅した。
1961年4月、東邦大学教授の戸木田菊次は現地調査も実施せずに「腐敗アミン説」を発表。非水銀説を唱える学者・評論家も出現。清浦や戸木田は御用学者と呼ばれるながらも、マスコミや世論も混乱させられた。
1962年11月29日、脳性小児まひ患者16人が胎児性水俣病と認定（胎児性水俣病の初めての公式な確認）。水俣病の原因物質であるメチル水銀は胎盤からも吸収されやすいため、母体から胎児に移行しやすい。さらに、発達途中にある胎児の神経系は、大人よりもメチル水銀の影響を受けやすいことが今日では明らかになっている。
この間、チッソや官庁は有機水銀説を否定し続けた。通産省では、官僚自らが、チッソが排出しているのは無機水銀であり、自然界で無機物が有機物になることは化学の常識としてありえないなどといった、あまりに無知なハッタリを言い出す有り様であった。
1976年12月放送のNHKテレビドキュメンタリー『埋もれた報告』では、大治浩之輔記者が、この頃の患者の様子とともに、とくに患者発生が顕在化したにもかかわらず、その問題が圧殺されていった1950年代後半の官庁側の黙殺・業界利益優先を思わせる実態について、1956年から1959年にかけての熊本県庁の文書をもとに当時の関係者に取材し伝えている。
政府が発病と工場廃水の因果関係を認めたのは1968年である。1968年9月26日、厚生省は、熊本における水俣病は新日本窒素肥料水俣工場のアセトアルデヒド製造工程で副生されたメチル水銀化合物が原因であると発表した。同時に、科学技術庁は新潟有機水銀中毒について、昭和電工鹿瀬工場のアセトアルデヒド製造工程で副生されたメチル水銀を含む工場廃液がその原因であると発表した。この2つを政府統一見解としたが、この発表の前の同年5月に新日窒水俣工場はアセトアルデヒドの製造を終了している。このとき熊本水俣病が最初に報告されてから既に12年が経過していた。
厚生省の発表においては、熊本水俣病患者の発生は1960年で終わり、原因企業と被害者の間では1959年12月に和解が成立しているなどとして、水俣病問題は既に終結したものとしていた。国は水俣病発生の責任を認めず、原告と国との裁判はその後も続いた。国は1990年に出された裁判所の和解勧告（9月に東京地方裁判所が、10月に熊本地方裁判所と福岡地方裁判所が相次いで同じ趣旨の勧告を出す）を拒否しており、和解に転じるのは1996年のことである。
また、原告で和解を拒否した水俣病関西訴訟の裁判は2004年10月まで続いた。2004年10月の水俣病関西訴訟における最高裁判所判決は、国や熊本県は1959年の終わりまでには水俣病の原因物質およびその発生源について認識できたとし、1960年以降の患者の発生について、国および熊本県に不作為違法責任があることを認定している。
この判決をみた熊本県の潮谷義子知事は、1か月後、費用はかかるもののあらたな患者発見も可能にする住民の大規模調査を国に提案した。しかし、当時の小池百合子環境相はこれを無視、その後、小池環境相は潮谷知事に任期中会うこともなかったという。そこで熊本県では独自に調査手法を検討、2005年には報告書をまとめたが、2006年に新知事となった蒲島郁夫は県独自の調査には消極的だった。
2009年、水俣病の最終解決を謳った特別立法が成立、その中には国による住民調査が盛り込まれた。ところが国は、調査手法をまとめた熊本県の報告書等があるにもかかわらず、調査方法を検討中として住民調査を実施しないまま多大な年月を経過、現在（2025年3月）に至っており、今度はこれがあらたに『埋もれた報告』とも言われるような状態になっている。

## 公害裁判と補償
1967年6月12日、新潟水俣病の患者は昭和電工を相手取り、新潟地方裁判所に損害賠償を提訴した（新潟水俣病第一次訴訟）。四大公害裁判の始まりである。
1969年6月14日、熊本水俣病患者・家族のうち112人がチッソを被告として、熊本地裁に損害賠償請求訴訟（熊本水俣病第一次訴訟）を提起した。
1969年7月、第1回「全国公害研究集会」が、イタイイタイ病が発生した富山県で開催された。水俣病、イタイイタイ病、三池鉱山の一酸化炭素中毒、森永ヒ素ミルク中毒、カネミ油症などの被害者代表百数十人が集まる。
1970年11月28日、大阪厚生年金会館で行われたチッソ定時株主総会に、白装束の患者（一次訴訟原告家族）らが、交渉を拒みつづけたチッソの江頭豊社長に直接会うために、一株株主として参加した。大阪・水俣病を告発する会が発足。
1971年9月29日、新潟水俣病第1次訴訟で新潟地裁は原告勝訴の判決を下した。新潟地裁は、昭和電工は有害なメチル水銀を阿賀野川に排出して、住民にメチル水銀中毒を発生させた過失責任があると述べた。公害による住民の健康被害の発生に対して、企業の過失責任を前提とする損害賠償を認めた画期的な判決となった。
1971年、水俣病患者が新たに16人認定される。患者総数150人、うち死者48人。
1973年3月20日、熊本水俣病第一次訴訟に対しても原告勝訴の判決が下された。既に熊本県で水俣病が発生したあとに起きた新潟水俣病の場合と異なり、熊本での水俣病の発生は世界でも初めての出来事であった。そのため、熊本第一次訴訟で被告のチッソは「工場内でのメチル水銀の副生やその廃液による健康被害は予見不可能であり、したがって過失責任はない」と主張していた。判決はこれについても、化学工場が廃水を放流する際には、地域住民の生命・健康に対する危害を未然に防止すべき高度の注意義務を有するとして、公害による健康被害の防止についての企業の責任を明確にした。
同年、環境庁が水銀値25ppm以上の底質（海底や川底）は全て除去することを決める。これに基づき水俣湾の汚泥除去と埋め立てが行われる。水俣市の水俣病認定患者が自殺。
1976年、NHKテレビで水俣病を扱ったドキュメンタリー『埋もれた報告』が放映され、この中で、排水や漁業規制をしなかった国や熊本県の責任が明らかにされた。この番組があらたに水俣病患者による国に対する国家賠償訴訟が提起されるきっかけとなる。
1987年3月30日、熊本水俣病の第三次訴訟（熊本地裁）で、相良甲子彦裁判長（当時）は原告勝訴の判決を下し、国と県の責任を認めた。
水俣病として認定された患者は原因企業であるチッソおよび昭和電工からの補償を受ける。患者の認定は1959年に開始された。ハンター・ラッセル症候群をベースに症状の組み合わせを求めるものであった。1971年（当時の環境庁長官は大石武一）の次官通知で「疫学条件（原因食品の摂取）といずれかの症状」による認定が開始された。補償内容は1973年に患者と原因企業間で締結された補償協定により、一時金一人1,600万〜1,800万円、年金、医療費の支給などで、認定患者の数は約3,000人（死者含む）である。公害健康被害の補償等に関する法律（公健法）による水俣病の認定は、国（環境省）の認定基準にしたがって、国からの委託を受けた熊本県・鹿児島県および新潟市が行う。
- 1974年：5歳で水俣病に冒され、18年間危篤状態だった女性が死亡。水俣病患者100人目の死者。
- 1975年：チッソ幹部が水俣病の「殺人、傷害罪」で告訴される。
- 1975年3月、水俣病関西患者の会が結成される。
- 1976年：熊本地方検察庁、水俣病でチッソの吉岡喜一元社長と西田栄一元工場長を7人の被害者に対する業務上過失致死傷害罪で起訴（熊本水俣病事件）。四大公害事件で初の刑事訴追。1979年3月22日、熊本地裁で2人の被害者に対する業務上過失致死傷害罪を認定した上で有罪判決（福岡高等裁判所支持）。現在の認定基準は1977年に「後天性水俣病の判断条件」として公表された判断条件（昭和52年判断条件とも言われる）で、汚染地区の魚介類の摂取などメチル水銀への曝露歴があって感覚障害が認められることに加え、運動障害・平衡機能障害・求心性視野狭窄・中枢性の眼科または耳鼻科の症状などの一部が組み合わさって出現することとされている。1971年の基準に対して1977年の基準を改悪とみなすべきかどうかについて論争が長年続いている（津田2004ほか）。

一方、この水俣病認定基準が医学的ではなく政治的で不十分であるとの批判があり、この認定から外れた住民（未認定被害者）の救済が今日まで続く補償・救済の主要な問題となってきた。
1979年3月22日、チッソ刑事裁判第一審判決。熊本地裁は、吉岡喜一元社長と西田栄一元水俣工事長に業務上過失致死で禁固2年、執行猶予3年の有罪判決を下した。被告は控訴。
- 1980年：水俣病認定申告者が国・県も被告に加え提訴。第3次訴訟。以後申請者の提訴が相次ぐ。平成5年、地裁が国・県の発生拡大責任を全面的に認める判決。
- 1982年：「チッソ水俣病関西訴訟原告団（団長岩本夏義）」結成、チッソ水俣病関西訴訟提訴。
- 1987年：水俣病第3次訴訟で、熊本地裁がチッソとともに初めて国と県の責任を認め、総額6億7,400万円の支払いを命じる。
- 1988年：3月1日に行われた水俣病の刑事裁判の上告審で、最高裁が7人の被害者に対する業務上過失致死傷害罪を認定したうえでチッソ吉岡元社長と西田元工場長の上告を棄却し、禁固2年・執行猶予3年の有罪判決。刑事訴訟後から12年ぶりで、患者の公式確認以来では32年ぶりの決着である[96]。
- 1989年：『週刊新潮』2月16日号pp.31–32に「水俣病「ニセ患者」も三十年」として胎児性患者・上村智子の母親の意見を掲載。

1990年12月5日、水俣病裁判の国側の責任者として、和解拒否の弁明を続けていた環境庁企画調整局長が自殺。
1992年、水俣市の中学校の調査で、水俣病の偏見から文通を断られたり、修学旅行でからかわれるなどの差別に悩むケースが多いことがわかる。
国や原因企業などを相手に損害賠償請求訴訟を起こしていた未認定被害者らは、1995年、自民党・社会党・新党さきがけの連立与党三党による調停を受け入れ、これら訴訟の大半が取り下げられた。このときの政治解決により、被害者には一時金260万円などが原因企業から支払われたほか、医療費の自己負担分などが国や県から支給されており、その対象者は約12,700人に上る。この政治解決を受け入れずに、訴訟を継続したのが水俣病関西訴訟である。
1995年に政府は、水俣病の未確認患者問題につき最終解決策を決定。村山富市首相が、原因の確認・企業への対応の遅れを首相として初めて陳謝。国の法的責任には触れず。
2001年、水俣病事件で国・熊本県の責任を認める初の高裁判決が下り、チッソに対する除斥期間経過も撤回した。関西水俣病訴訟団が国・熊本県に上告を断念するように申し入れたにもかかわらず、国・熊本県が最高裁へ上告する。
2004年、最高裁は関西訴訟に対する判決で、水俣病の被害拡大について、排水規制など十分な防止策を怠ったとして、国および熊本県の責任を認めた。また認定基準については、昭和52年判断条件は補償協定に定めた補償内容を受るにたる要件として限定的に解釈すべきであるとし、その症状の一部しか有しないものについてもメチル水銀の健康影響を認め、チッソなどに600万〜850万円などの賠償の支払いを命じた。
2005年、未確定患者が熊本地裁に集団提訴。この判決の後、それまで補償を求めてこなかった住民からも被害の訴えや救済を求める声が急増した。国は医療費の支給などが受けられる新保健手帳の受付を再開したが、この受給者は2006年11月末までに6,500名を超えている。このほかに公健法による患者認定の新たな申請者も4,600人にのぼっている。さらに1,000人以上を原告として、国や原因企業などを相手取った新たな損害賠償請求訴訟も提起されるなど、救済と補償問題はいまだに解決には至っていない。
2007年10月、「水俣病被害者互助会」が、胎児の時や幼少期にチッソ水俣工場が排出したメチル水銀の汚染被害を受けたとして、2億2,800万円の損害賠償を求め熊本地裁に提訴。
同年、水俣病関西訴訟の81歳女性が認定求め提訴した。
2007年11月19日、チッソの後藤舜吉会長は救済問題で、新救済策について「（チッソの負担分は）株主や従業員、金融機関などへの説明がつかない」として受入拒否を意向を正式表明したが、鴨下一郎環境大臣は、チッソに負担を求めていく考えを明らかにした。
2009年7月8日、水俣病被害者の救済及び水俣病問題の解決に関する特別措置法（通称「水俣病救済特別措置法」）が成立した。その前文において「国及び熊本県が長期間にわたって適切な対応をなすことができず、水俣病の被害の拡大を防止できなかったことについて、政府としてその責任を認めおわびするとともに、公健法に基づく判断条件を満たさないものの救済を必要とする方々を水俣病被害者として受け止め、その救済を図る」ことが定められた。しかし同法は、具体的な救済の範囲が示されていないことや原因企業チッソの分社化を含むものであったため、批判の動きも見られた。
2010年3月、未認定患者らでつくる「水俣病不知火患者会」（約2,100人）が提訴した損害賠償請求について、熊本地裁は和解を勧告し、その和解協議において裁判所の所見が示された。
所見の内容は、水俣病と判定された原告に一時金210万円および療養手当を被告の国・県・チッソが支給することとされており、原告被告双方が和解案を受け入れることを表明した。
同年4月16日、水俣病被害者の救済及び水俣病問題の解決に関する特別措置法の救済措置の方針を閣議決定。水俣病が生ずる原因となったメチル水銀を排出した事業者であるチッソ、昭和電工の責任と、いわゆる関西訴訟最高裁判決において公害防止政策が不十分であったと認められた国および熊本県の責任とを踏まえて、水俣病被害者をあたう限りすべて、迅速に救済することとし、一定の感覚障害を有する人を対象に一時金210万円および療養手当等を支給することが定められた。しかし、この一時金について、厚生労働省は「収入である」と判断し、一時金支給を受けている被害者が生活保護の支給を受けられなくなっているケースが多発している。こうした世帯は、熊本・鹿児島両県で100世帯を超える数で存在しているという。かえって生活苦が増したとの被害者からの声が相次いでおり、有識者からは「実情に合わない制度である」として問題視する意見が多い。熊本県などは制度の見直しを要望しているものの、厚生労働省は「原則通りの運用であり、変更予定はない」としている。
これに関連して、一時金や和解金の支給開始直後から生活保護の支給を打ち切られた鹿児島県出水市在住の患者ら4人が、同市の処分を不服として、2011年9月9日、鹿児島地裁に処分を取り消すよう訴訟を起こした。
2021年9月14日、水俣病被害者団体「水俣病不知火患者会」などでつくる「ノーモア・ミナマタ被害者・弁護団全国連絡会議」は、ユージン・スミスを題材とする映画『MINAMATA-ミナマタ-』の日本公開（9月23日）に合わせ、全ての水俣病被害者の救済をめざしてインターネット署名に取り組むと発表した。署名はオンライン署名サイト「Change.org」で受け付ける。
水俣病の健康被害を訴える人とその認定問題は2020年代においても継続中である。汚染海域の沿岸に居住歴がある人は約47万人。未認定患者で認定を申請した2万2229人（2021年7月末時点）のうち認定されたのは1790人（8％）である。2013年の最高裁判決は「個々の事案を総合的に検討し判断すべきだ」と求めた。2014年に環境省が自治体に通知した認定の運用指針は同じ地域・家庭に認定患者がいるか、漁業に従事した経歴、汚染魚介類を食べていた時期の頭髪中の水銀濃度などを基準として示したが、これに対しては救済につながっていないとの批判がある。

## 水俣病と行政
2002年2月2日、チッソは最終処分場（いわゆる八幡残渣プール）の外周道路および護岸を水俣市に寄付を申し入れた。さらに2002年10月7日、水俣市は寄付を受入れ、所有権移転登記した（出典：有印公文書がブログで公開されている）。現在では、八幡プールの外周道路へは、自由に出入り可能である。
2014年5月16日、国と熊本県に対し、食品衛生法に基づく被害実態調査と違法性の確認を求める行政訴訟が起こされた。
厚生省（当時）は、「すべての魚介類が汚染されているわけではない」などとして食品衛生法の適用を見送った。一方で、東日本大震災後の福島第一原子力発電所事故による食品への放射性物質の汚染に対しては、これと同様に、全ての食品が汚染されているわけではないにもかかわらず、食品衛生法に違反するものとして解釈を示し、都道府県等に対して販売されないよう処置されたいと通達しており、両者の解釈に齟齬が生じている。

## 伝承と慰霊

### 啓発や資料の収集・保存
一般財団法人水俣病センター相思社は未認定を含む患者の支援に取り組むなかで約28万点の資料（2024年時点）を収集し、一部を水俣病歴史考証館で公開している。
水俣病について啓発や展示を行なう国公立の施設としては、環境省国立水俣病総合研究センターの付属施設として「水俣病情報センター」が2001年6月に開館したほか、水俣市立水俣病資料館がある。

### 慰霊

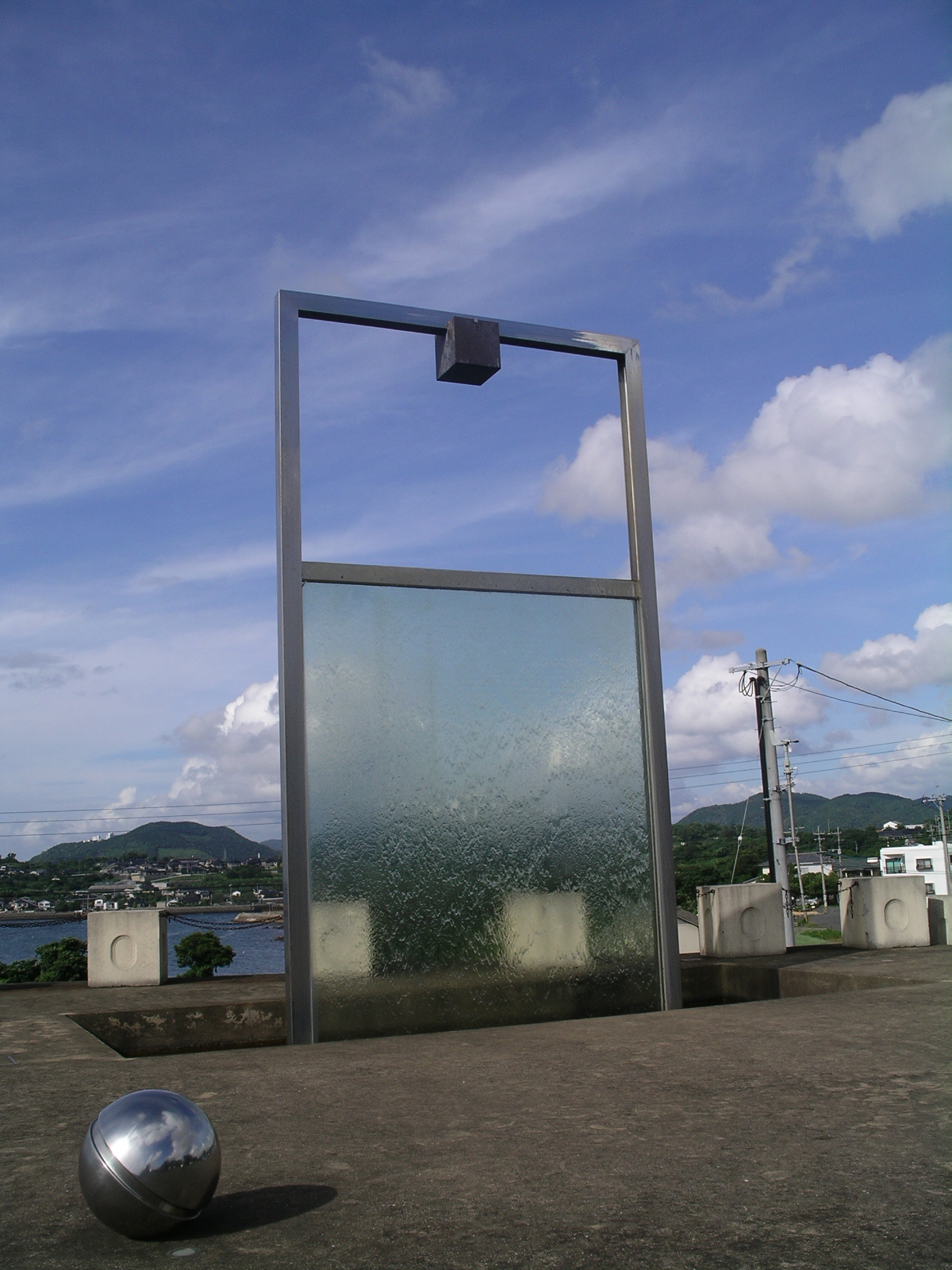
水俣病資料館にある、水俣メモリアルの一部「祈りの噴水」

1968年9月13日、初めての合同慰霊祭が水俣市公会堂で行われた。葬儀委員長は橋本彦七市長が務めた。しかしこれを境に市主催の慰霊祭は長らく行われなかった。
1992年5月1日、水俣病の公式確認日であるこの日、第1回「水俣病犠牲者慰霊式」が水俣湾埋立地で開催された。以後、毎年5月1日に開催されている。
1996年、水俣湾埋立地に隣接する水俣市明神地区に水俣病メモリアルが完成した。その後、水俣病公式確認から50年目にあたる2006年4月30日、水俣湾親水護岸に水俣病慰霊の碑が建立された。碑には行政によって認定された犠牲者314名の名簿が納められた。名簿に記載された犠牲者は認定死亡患者の2割にすぎず、それも一般に公開されないことを条件に記載を承諾したものだった。なお、水俣病未認定死亡患者は名簿にその名を記載することさえ許されていない。

## 名称由来の差別と中傷・別名称
水俣病に対しては、「水俣」という名称が含まれることから発生当初から差別や中傷が行われてきた。2000年代以降は沈静化したとされていたが、2014年5月1日に、水俣病慰霊式の様子がテレビニュースで放映された際、出演しインタビューに応じていた認定患者で水俣市立水俣病資料館の語り部の会長を務める男性が、ニュース放映日以降、「いつまで騒ぐのか」などの中傷電話を継続的に受けている実態が明らかになった。
2010年6月上旬、熊本県芦北町で行われた中学校サッカー部同士の試合で、同県内の市立中学校の男子選手が、水俣市内の中学校チームの選手に対し、「水俣病、触るな」などの暴言を繰り返し行っていたことが判明している。
同じく有機水銀による住民被害を受けた新潟県では有機水銀病とも表記している。

## 第三水俣病
1973年（昭和48年）3月、「熊本大学医学部10年後の水俣病研究班」が調査報告書を発表した（10年後の水俣病に関する疫学的、臨床医学的ならびに病理学的研究）。これは水俣病の公式確認から約10年を経過した地域住民の健康状態ならびに水銀汚染の状況などを調査したものであった。しかしこの調査研究において、比較・参照地区とされた有明海地区においても、水俣病と類似の症状を示す住民の存在が認められた。このことが、5月22日の『朝日新聞』により「有明海に第3水俣病」と報道されると､全国に水銀パニックが発生した。このとき有明海で確認された住民についてはその後、「水俣湾周辺でも漁をしていた」1名を除き、水俣病としては認定されなかった。このほか、河川の堆積物から多量の水銀が発見された新潟県関川水系でも、約10名の水俣病類似症状の発生が1973年に報告された（関川水俣病）が、1971年（昭和46年）の患者認定基準を適用した結果、否定された。関川水系の水銀は流域の工場に由来するものと、上流部にある黒姫山、妙高山、新潟焼山などの火山由来によるものとの双方が起源となっている。
さらに、山口県徳山市（現・周南市）も第三水俣病として問題になったことがあったが、徳山は無機水銀であり水俣病ではないとされた。無機水銀を含むヘドロは徳山港埋立地に今なお存在している。

## 環境汚染
水俣市内に多くの廃棄物が埋められていることは、水俣市市民部公害課発行『第4号公害調査報告書（昭和50年度〜昭和51年度前期）』に記されている。この報告書が発行された昭和52年3月は水俣病訴訟の時期であり、当時の浮池正基水俣市長「人間回復と環境復元対策を慎重に、かつ早期に実現し…」と巻頭に記している。
工場から排出される廃棄物を埋め立てた八幡プールの一部には、水俣クリーンセンターや水俣エコタウンが立地している。周辺の擁壁や石垣の隙間からは、カーバイド屑を含む高アルカリの地下水が湧き出ていることが現地で確認できる。

## 水俣病を描いた作品
小説・ルポルタージュ
- 武田泰淳『鶴のドン・キホーテ』1957年（チッソが原因企業であることを既に会社も地域住民も知りつつ隠している地域事情が描かれている）
- 水上勉『不知火海沿岸』1959年12月（『別冊文藝春秋』（70号）に掲載。事件の舞台を水潟市とし、新潟水俣病の発生を予見している）
- 水上勉『海の牙』1960年（『不知火海沿岸』を大幅に加筆し改題）
- 石牟礼道子『苦海浄土 わが水俣病』1969年（この作品によって日本中に水俣病が知られるようになった）
- 石牟礼道子ほか『みなまた 海のこえ』1982年（絵本）
- 吉田司『下下戦記』1987年

絵画・写真
- ユージン・スミス『Minamata: A Warning to the World』（1975年。邦訳『写真集 水俣』三一書房、1991年）
- 丸木位里+丸木俊『水俣の図』1980年（270×1490(cm)：原爆の図丸木美術館所蔵）
- 桑原史成『桑原史成写真全集 1』（草の根出版会、2004年）
- 三枝三七子『よかたい先生』（学研、2013年）
- 福島菊次郎『公害日本列島―日本の戦後を考える』（三一書房、1980年）（「水俣」の写真のネガは共同通信イメージズが保有。サイト上で一部公開されている。）

映画
- 土本典昭
  - 『水俣 患者さんとその世界』1971年（ドキュメンタリー）
  - 『水俣一揆-一生を問う人びと-』1973年（ドキュメンタリー）
  - 『実録 公調委』1973年（ドキュメンタリー）
  - 『回想 川本輝夫 ミナマタ 井戸を掘ったひと』1999年（ドキュメンタリー）
  - 『みなまた日記 甦える魂を訪ねて』 2004年（ドキュメンタリー）

- 土本典昭・小池征人・有馬澄雄『水俣病-その20年-』1976年（ドキュメンタリー）
- 小池裕子『勧進』1971年（ドキュメンタリー）
- 一之瀬正史『死民の道』1972年（ドキュメンタリー）
- 中谷芙二子『水俣病を告発する会 - テント村ビデオ日記』 1972年（ドキュメンタリー）
- 香取直孝『無辜なる海－1982年 水俣－』1983年（ドキュメンタリー）
- 佐藤真『阿賀に生きる』1992年（新潟水俣病を題材にしたドキュメンタリー）
- アンドリュー・レヴィタス『MINAMATA-ミナマタ-』2021年（ユージン・スミスの写真集を原作とする劇映画）
- 原一男『水俣曼荼羅』2021年（ドキュメンタリー）

テレビ番組
- 『奇病のかげに』1959年11月29日（小倉一郎がディレクターを務めたNHK制作のドキュメンタリー番組「日本の素顔シリーズ」）
- 『現代の映像 チッソ株主総会』1970年12月4日（NHK）
- 『特別番組 村野タマノの証言 水俣の17年』1972年（ドキュメンタリー、NHK）
- こころの時代『水俣 いのちの海のただなかで』2020年4月12日（ドキュメンタリー、NHK Eテレ）
- ETV特集『坂本しのぶ 誰か私の声を聞いて』（2025年1月18日、NHK Eテレ）

音楽
- 荻久保和明「しゅうりりえんえん - みなまた海のこえ -」（合唱組曲）
- 海援隊「水俣の青い空」（石牟礼道子著『苦海浄土-わが水俣病』第三章「ゆき女きき書」から抜粋した詩に曲をつけたもの）
- 上条恒彦「花あかり」（石牟礼道子著『苦海浄土』から詩をとり曲をつけたもの。宮崎駿企画によるCD『お母さんの写真』に収録されている）
- 秋吉敏子＝ルー・タバキンビッグバンド「ミナマタ」（アルバム『インサイツ』に収録）
- ブッシュ (バンド)「The Disease of the Dancing Cats」（アルバム『The Science of Things』に収録）

漫画
- ジョージ秋山『銭ゲバ』
- 手塚治虫『ブラック・ジャック』にも水俣病を題材にしたと思われる作品が複数ある。

演劇
- 風琴工房『hg』2008年